# McLaren M14A
Chronologie des modèles (1970-1971)
McLaren M7D McLaren M19A
La McLaren M14A (et son évolution M14D) est une monoplace de Formule 1 conçue par McLaren Racing. Elle a participé au championnat du monde de Formule 1 1970 et 1971.

## Historique
Dès le premier Grand Prix, la M14A semble très compétitive puisque Denny Hulme termine deuxième en Afrique du Sud. Au Grand Prix suivant, en Espagne, Bruce McLaren termine également second.
Bruce McLaren se tue en essayant une de ses Can-Am à Goodwood entre le Grand Prix de Monaco et le Grand Prix de Belgique. En signe de deuil, aucune McLaren ne participe au dernier Grand Prix de Belgique. Dan Gurney puis Peter Gethin sont engagés aux côtés de Hulme qui pilote la M14D. Ce dernier termine troisième des Grand Prix de Grande Bretagne, d'Allemagne et du Mexique au volant de la M14A et de la M14D.
Les bons résultats sont nombreux mais la M14A n'est pas particulièrement fiable. Andrea de Adamich pilote également un châssis M14D mais motorisé par un V8 Alfa Romeo T33 à la place du Cosworth DFV : ce choix conduit de Adamich à accumuler les non-qualifications.
L'année suivante, aucune M14A n'entre dans les points. Le dernier Grand Prix de la M14A, en Italie, voit Jackie Oliver signer le meilleur résultat de l'année avec une septième place.

## Résultats en championnat du monde
| Saison | Écurie                     | Moteur                                 | Pneus | Pilotes           | 1    | 2    | 3    | 4   | 5    | 6    | 7    | 8    | 9    | 10  | 11   | 12  | 13   | Points inscrits | Classement |
| ------ | -------------------------- | -------------------------------------- | ----- | ----------------- | ---- | ---- | ---- | --- | ---- | ---- | ---- | ---- | ---- | --- | ---- | --- | ---- | --------------- | ---------- |
| 1970   | Bruce McLaren Motor Racing | Ford Cosworth DFV V8 Alfa Romeo T33 V8 | G     |                   | ADS  | ESP  | MON  | BEL | NED  | FRA  | GBR  | ALL  | AUT  | ITA | CAN  | USA | MEX  | 35              | 5e         |
| 1970   | Bruce McLaren Motor Racing | Ford Cosworth DFV V8 Alfa Romeo T33 V8 | G     | Denny Hulme       | 2    | Abd. | 4    |     |      | 4    | 3    | 3    | Abd. | 4   | Abd. | 7   | 3    | 35              | 5e         |
| 1970   | Bruce McLaren Motor Racing | Ford Cosworth DFV V8 Alfa Romeo T33 V8 | G     | Bruce McLaren     | Abd. | 2    | Abd. | np  |      |      |      |      |      |     |      |     |      | 35              | 5e         |
| 1970   | Bruce McLaren Motor Racing | Ford Cosworth DFV V8 Alfa Romeo T33 V8 | G     | Dan Gurney        |      |      |      |     | Abd. | 6    | Abd. |      |      |     |      |     |      | 35              | 5e         |
| 1970   | Bruce McLaren Motor Racing | Ford Cosworth DFV V8 Alfa Romeo T33 V8 | G     | Peter Gethin      |      |      |      | np  | Abd. |      |      | Abd. | 10   | nc  | 6    | 14  | Abd. | 35              | 5e         |
| 1970   | Bruce McLaren Motor Racing | Ford Cosworth DFV V8 Alfa Romeo T33 V8 | G     | Andrea de Adamich |      |      |      |     | nq   |      |      | nq   | 12   | 8   | Abd. | nq  |      | 35              | 5e         |
| 1971   | Bruce McLaren Motor Racing | Ford Cosworth DFV V8                   | G     |                   | ADS  | ESP  | MON  | NED | FRA  | GBR  | ALL  | AUT  | ITA  | CAN | USA  |     |      | 10*             | 6e         |
| 1971   | Bruce McLaren Motor Racing | Ford Cosworth DFV V8                   | G     | Peter Gethin      | Abd. | 8    | Abd. |     |      |      |      |      |      |     |      |     |      | 10*             | 6e         |
| 1971   | Bruce McLaren Motor Racing | Ford Cosworth DFV V8                   | G     | Jackie Oliver     |      |      |      |     |      | Abd. | np   | 9    | 7    |     |      |     |      | 10*             | 6e         |

Légende : ici 
- * Tous les points de la saison 1971 ont été marqués avec la M19A.